# Vertica
Vertica Systems (ヴァーティカシステムズ)、はアメリカ合衆国マサチューセッツ州に本拠を置く、解析データベースマネジメントソフトウェア会社である。グリッドベースかつ列指向のVertica Analytic Databaseは大規模かつ急増するデータを管理し、データウェアハウス等の多クエリアプリケーションに使用するため、高速のクエリ性能を提供するために設計されている。

## 参照
1. ↑  Network World staff: "New database company raises funds, nabs ex-Oracle bigwigs”,  LinuxWorld, February 14, 2007
2. ↑  Brodkin, J: "10 enterprise software companies to watch",  Network World, April 11, 2007